# Hyacinth (Schiff, 1900)
Der Geschützte Kreuzer HMS Hyacinth war einer der drei Kreuzer der Highflyer-Klasse der Royal Navy. Die Hyacinth war seit 1913 Flaggschiff der Station am Kap der Guten Hoffnung und damit einziger aktiver Kreuzer der Klasse bei Kriegsbeginn. Er wurde bei der Besetzung der deutschen Kolonien in Südwest-Afrika und Ost-Afrika eingesetzt. Der Kreuzer verblieb bis zum Kriegsende auf der Südafrikanischen Station.

## Baugeschichte
Die Kiellegung der Hyacinth erfolgte im Januar 1897 als erstes Schiff der Klasse bei der London & Glasgow Engineering and Iron Shipbuilding Company in Govan unter der Baunummer 292, während die Schwesterschiffe Hermes und Highflyer beide von Fairfield, ebenfalls in Govan, gebaut wurden.
Für die Werft London & Glasgow war es der vierte Bau eines Kreuzers für die Royal Navy. Zuletzt hatte sie die Kreuzer Dido und Isis der vorangehenden Eclipse-Klasse gebaut. Die Bauwerft wurde 1912 von der nordirischen Werft Harland & Wolff Ltd. aufgekauft, die dort unter Nutzung weiterer Liegenschaften eine schottische Zweigwerft aufbaute.
Die Hyacinth lief am 27. Oktober 1898 vom Stapel und wurde erst im September 1900 als letztes Schiff der Klasse in Dienst genommen, obwohl sie als erstes Schiff begonnen worden war. Eigentliches Typschiff der Klasse, der gelegentlich auch die beiden erst 1902 bei Staatswerften von Stapel gelaufenen, etwas größeren Schiffe der Challenger-Klasse zugerechnet werden, ist die Hermes.

siehe auch

Baugeschichte der Highflyer-Klasse.

## Einsatzgeschichte
Die Hyacinth wurde anfangs dem „boiler committee“ des Parlaments zur Verfügung gestellt, um die Eignung von Wasserrohrkesseln auf Kriegsschiffen zu beweisen, die von einigen Parlamentariern seit der misslungenen Überführung des Schwesterschiffes Hermes Anfang 1900 nach Westindien erheblich bezweifelt wurde.

### Vorkriegseinsätze
Die HMS Hyacinth löste 1903 ihr Schwesterschiff Highflyer als Flaggschiff auf der East Indies Station in Bombay ab. Kommandiert von Captain the Hon. Horace Hood unterstützte sie 1904 als Flaggschiff eines Geschwaders von drei Schiffen des Konteradmirals George Atkinson-Willes (1847–1921) den 4. Feldzug in Somaliland. Am 20. April traf sie mit dem Kreuzer HMS Fox an der Mündung des Gulluli, heute Nugaal, ein und setzte ein 500-köpfiges Landungskorps unter Captain Hood aus Seeleuten und 125 Mann des Royal Hampshire Regiments an Land. Die Landungstruppen eroberten das Fort Illig, heute Eyl, und vertrieben die Aufständischen aus dem Dorf und von der Küste. Die Briten zerstörten das Fort und zogen sich dann zurück. Die Landungstruppen beklagten drei Tote und elf Verwundete, die Aufständischen hatten über 60 Mann verloren.

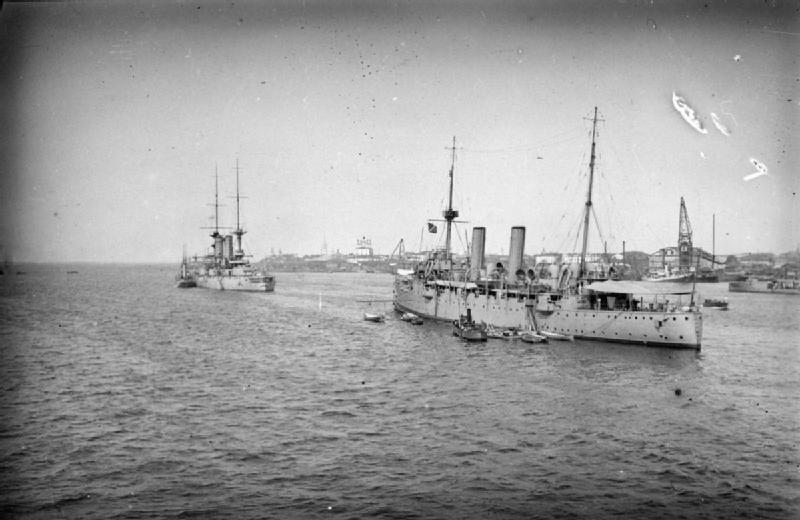
Der Kreuzer Fox der Astraea-Klasse

Außer der Hyacinth und der Fox kamen noch der Kreuzer Perseus, die Sloop Merlin und die beiden alten Torpedokreuzer Mohawk und Porpoise der Archer-Klasse vor der Somali-Küste zum Einsatz. Im November lief sie nach Singapur zu einem Treffen der britischen Befehlshaber im Osten. Auch der Befehlshaber der China Station war mit seinem Flaggschiff HMS Glory und der Befehlshaber der Australia Station mit seinem Flaggschiff Euryalus erschienen.
Als Flaggschiff der East India Station wurde die Hyacinth von ihrem Schwesterschiff Hermes abgelöst und befand sich 1906 in Devonport in der Reserve, um dann 1907 wieder auf die Ostindische Station zu verlegen, wo sie unter Captain J.D Dick als Flaggschiff des Konteradmirals E.J.W. Slade ab 1909 auch mehrfach gegen den Waffenhandel im Persischen Golf zusammen mit anderen Schiffen der Ostindischen Station, wie dem alten Kreuzer Philomel eingesetzt wurde.
1913 verlegte die Hyacinth dann über England zur südafrikanischen ‚Cape station‘, wo sie ihr seit 1907 dort eingesetztes Schwesterschiff Hermes als Flaggschiff abgelöste.

### Kriegseinsatz
Das britische Kap-Geschwader unter Konteradmiral Herbert Goodenough King-Hall versuchte, mit den Kreuzern Hyacinth, Astraea und Pegasus den in Daressalam stationierten Kleinen Kreuzer Königsberg wegen des drohenden Kriegsausbruches zu überwachen. Am 31. Juli 1914 verließ dieser weisungsgemäß den Hafen der Hauptstadt der deutschen Kolonie, um im Indischen Ozean Kreuzerkrieg zu führen. Dem vor dem Hafen kreuzenden Geschwader entzog sich der deutsche Kreuzer durch einige Wendungen und mit hoher Geschwindigkeit scheinbar nach Süden. Dabei passierten sich Hyacinth und Königsberg auf Gegenkurs in 600 m Abstand. Tatsächlich aber ging die Königsberg mit Beginn des Ersten Weltkriegs nach Norden zu den Hauptschifffahrtswegen an der arabischen Küste.
Im September begleitete die Hyacinth die Truppentransporter, die die reguläre Truppen vom Kap der Guten Hoffnung nach Großbritannien zurückbringen sollten. Im nördlichen Atlantik wurde diese Aufgabe vom Schwesterschiff Highflyer übernommen. Im Oktober wurde die Hyacinth wieder an das Kap beordert, um gegen aufständische Buren zu helfen. Als die Nachricht vom Seegefecht bei Coronel eintraf, war sie in Kapstadt. Das dortige Geschwader unter Konteradmiral King-Hall wurde durch die Panzerkreuzer Minotaur - als Flaggschiff - und Defence verstärkt, um gegebenenfalls dem deutschen Kreuzergeschwader widerstehen zu können. Nach dem Seegefecht bei den Falklandinseln und der Versenkung von Spees Geschwader wurden die beiden Panzerkreuzer wieder abgezogen und der Admiral stieg wieder auf die Hyacinth um. Anfang 1915 wechselte er dann auf das Linienschiff Goliath, das nach einem Einsatz vor Ostafrika von Dezember 1914 bis Februar 1915 im südafrikanischen Simonstown überholt wurde.
Die Hyacinth unterstützte ab Januar 1915 den Einmarsch nach Deutsch-Südwest-Afrika. Aber schon bald wechselte sie auf die andere Seite Afrikas, um an der Blockade der Königsberg im Rufiji-Delta teilzunehmen. Am 7. März traf auch das Flaggschiff Goliath mit dem Befehlshabers des Kapgeschwaders, Vizeadmiral King-Hall, vor der Rufiji-Mündung ein, wo die Angriffe auf die dort blockierte Königsberg wieder aufgenommen werden sollten. Aber auch das Linienschiff konnte mit seinen Geschützen nicht den im Flussdelta liegenden deutschen Kreuzer erreichen. Am 25. März 1915 erhielt die Goliath den Befehl, zu den Dardanellen zu laufen, um am dortigen Angriff teilzunehmen. Der Admiral stieg wieder auf den Kreuzer Hyacinth um und das Linienschiff verließ am 1. April Ostafrika.

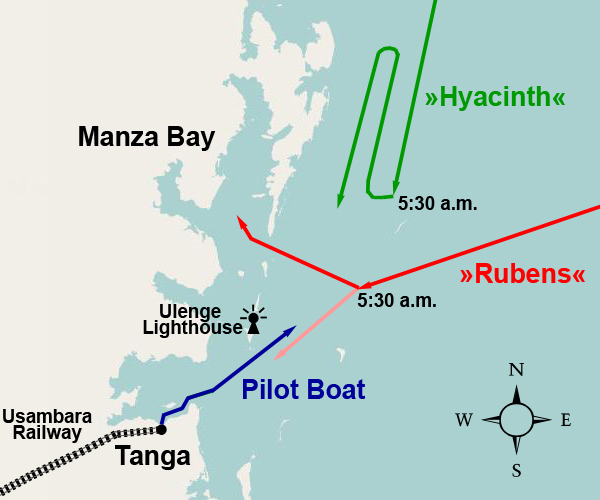
14. April 1915: Der Kreuzer Hyacinth triff auf das Hilfsschiff Rubens

Im April wurde deutlich, dass die Deutschen einen Versorger für ihre Truppen erwarteten. Als Versorger hatten sie das ehemals britische Schiff Rubens (3587 BRT, Baujahr 1906) gewählt. Das Schiff hatte als Sperrbrecher A Deutschland am 18. Februar 1915 unter dem Kommando von Carl Christiansen verlassen und am 22. März das Kap der Guten Hoffnung passiert. Seit dem 3. April stand die Rubens im Funkverkehr mit der Königsberg. Dabei wurde klar, dass sie eine Versorgung des Kreuzers auf See wegen der Verteilung der Ladung nicht durchführen konnte. Sie lief erst das Atoll Aldabra an und sollte dann versuchen, Tanga zu erreichen. Admiral King-Hall entschied sich, mit seinem Flaggschiff Hyacinth die Rubens abzufangen. Am 14. April sichteten die Briten die Rubens und verfolgten sie, wobei die Steuerbordmaschine der Hyacinth zusammenbrach. Der Kreuzer drehte kurzfristig auf Gegenkurs. Der Blockadebrecher entkam in die Mansabucht und setzte sich, wie vorbereitet, im flachen Wasser nahe der Küste auf Grund. Die Hyacinth schoss die Rubens in Brand, aber der Versuch, eine Kontrollmannschaft an Bord zu schicken, wurde von der Schutztruppe mit Maschinengewehrfeuer verhindert. Die Masse ihrer Versorgungsgüter befand sich im gefluteten Frachtraum der Rubens und wurde geborgen, nachdem sich die Hyacinth zurückgezogen hatte.
Die Hyacinth  blieb weiterhin auf der Südafrikanischen Station und vor Ostafrika. Im Januar 1917 diente der Kreuzer als Basis für eine kleine Einheit des Royal Naval Air Service. Am 6. Januar wurden Squadron Leader Edwin Moon und Commander Richard Bridgeman als Beobachter auf einem Aufklärungsflug wegen Motorschadens zu einer Notlandung im Rufiji Delta gezwungen. Moon und Bridgeman wanderten tagelang durch das Delta und versuchten dann, mit einem Floß über See zu entkommen. Bridgeman starb in der Sonne, Moon wurde wieder an die Küste getrieben und geriet in Gefangenschaft. Moon erhielt eine zusätzliche Spange zu seinem Distinguished Service Order für „seinen außerordentlichen Mut, das Leben seines Begleiters zu retten“, dazu eine Silbermedaille der Royal Humane Society für seine Bemühungen, Bridgemans Leben zu retten, und das Ritterkreuz der französischen Ehrenlegion. Bridgemans Leiche wurde gefunden und auf dem Soldatenfriedhof von Dar es Salaam beigesetzt.
Nach Kriegsende verlegte die Hyacinth in die Heimat und wurde im August 1919 außer Dienst gestellt. Dort wurde sie am 11. Oktober 1923 nach Swansea zum Abbruch verkauft.